# Parechthrodryinus keralensis
Parechthrodryinus keralensis är en stekelart som beskrevs av Hayat 2003. Parechthrodryinus keralensis ingår i släktet Parechthrodryinus och familjen sköldlussteklar. Inga underarter finns listade i Catalogue of Life.